# فرضية الفطرة
فرضية الفطرة، والمعروفة أيضًا باسم فرضية الغريزة ترى أن البشر يولدون ولديهم على الأقل بعض المعرفة بالبنية اللغوية. وفقًا لهذه الفرضية، يتضمن اكتساب اللغة ملء تفاصيل مخططة بشكل فطري بدلاً من أن تكون عملية استقرائية بالكامل. تعتبر الفرضية أحد الركائز الأساسية للنحو التوليدي والمناهج ذات الصلة في علم اللغة. تشمل الحجج المؤيدة مثل فقر الحافز، وعالمية اكتساب اللغة، بالإضافة إلى الدراسات التجريبية حول التعلم وقابلية التعلم. ومع ذلك، فقد تم انتقاد هذه الحجج، وتم رفض الفرضية على نطاق واسع في تقاليد أخرى مثل اللغويات القائمة على الاستخدام. وقد تم صياغة هذا المصطلح من قبل هيلاري بوتنام في إشارة إلى آراء تشومسكي.

## القومية اللغوية
القومية اللغوية مفادها أن البشر يولدون مع المعرفة باللغة. ونهدف إلى تفسير حقيقة أن الأطفال قادرون على اكتساب هياكل لغوية معقدة للغاية خلال فترة زمنية قصيرة. والحجة المركزية لصالح فرضية الفطرة تتلخص في فقر الحافز . تأتي الحجج الإضافية من حقيقة أن اكتساب اللغة بين الأطفال يحدث في مراحل نمو منظمة  وأن المتعلمين البالغين - بعد تجاوزهم السن الحرج لاكتساب اللغة - عادة ما يكونون غير قادرين على اكتساب إتقان لغة ثانية مثل اللغة الأصلية.

### فقر الحافز
ويزعم فقر التحفيز أن الأدلة التي يتلقاها الطفل أثناء اكتساب اللغة ليست كافية لتحديد الناتج اللغوي النهائي. على سبيل المثال، في إحدى هذه الحجج التي صاغها تشومسكي، قال إن تجارب الأطفال مع الأسئلة المغلقة (التي تكون إجابتها نعم أو لا فقط) في لغات مثل اللغة الإنجليزية لن تفضل القاعدة الفعلية لانعكاس الفعل المساعد على القاعدة الافتراضية التي تتعلق بالترتيب الخطي بدلاً من البنية الهرمية.
حدد بولوم وشولز خصائص بيئة الطفل. وحددوا الخصائص الإيجابية والانحطاط وعدم الاكتمال والخصوصيات. ويؤكدون أن الأطفال لا يتعرضون إلا للمعطيات اللغوية الإيجابية. دائماً يكون هناك نقص في المدخلات السلبية التي تساعد الطفل على التعرف على الجمل غير النحوية والغير المقبولة في اللغة.  وتختلف البيانات اللغوية التي يتعرض لها كل طفل وهناك العديد من الألفاظ التي ربما لم يسمعها الطفل. ومع ذلك، فإن الأطفال سيكونون في النهاية قادرين على تقديم مخرجات لغوية مشابهة للغة الهدف خلال فترة زمنية قصيرة نسبيًا.

### فرضية الفترة الحرجة
تنص فرضية الفترة الحرجة للعالم اللغوي إريك لينبيرج (بالإنجليزية: Eric Lenneberg)‏ على أن اكتساب اللغة بكفاءة المتحدثين الأصليين لا يمكن تحقيقها إلا خلال الفترة المثلى. وضح لينبيرج أن العمر يلعب دورًا بارزًا في القدرة على اكتساب اللغة. ووفقا له، فإن الطفل قبل سن الثانية لن يكتسب اللغة بشكل كاف، في حين أن تطوير الكفاءة الأصلية الكاملة في اللغة يجب أن يحدث قبل بداية البلوغ.  يشير هذا إلى أن اللغة فطرية وتحدث من خلال التطور وليس من خلال ردود الفعل من البيئة.  ونتيجة لذلك، إذا لم يسمع الطفل أي لغة خلال هذه الفترة، فلن يتمكن الطفل من التعلم أو التحدث. تعتبر هذه الفرضية سبباً أيضا  لتوضيح سبب عدم اكتساب البالغين اللغات مثل الأطفال.
تعتبر حالة الطفلة المتوحشة جيني دليلاً على فرضية الفترة الحرجة. عندما تم اكتشافها، كانت بلا لغة. تمت دراسة عملية اكتساب اللغة اللاحقة لجيني، حيث تم اعتبار أدائها اللغوي وتطورها المعرفي والعاطفي غير طبيعي.  علاوة على ذلك، رأى البعض في حالة جيني دعمًا لفرضية الفطرة. عندما لا يتم تفعيل جهاز اكتساب اللغة (بالإنجليزية: language acquisition device LAD)‏ خلال الفترة الحرجة، لا يمكن اكتساب اللغة بشكل طبيعي. ومع ذلك، فإن قضية جيني معقدة ومثيرة للجدل. علاوة على ذلك، ربما يكون الحرمان العاطفي والمعرفي قد لعب أيضًا دورًا في الصعوبات اللغوية والمعرفية التي تواجهها جيني.
إن تطوير لغة الإشارة النيكاراغوية من قبل الطلاب في مدرسة للصم يعتبر دليلاً مهماً على فرضية الفترة الحرجة. في البداية كانت لغة إشارة مبسطة ذات قواعد نحوية بسيطة، وكانت بها اختلافات نحوية كبيرة واختلافات بين لغة الإشارة. في نهاية المطاف، تحولت من لغة مبسطة إلى لغة كاملة (مثل الكريول ) حيث طور مستخدمو لغة الإشارة الأصغر سنًا نظامًا أكثر تنظيمًا وانتظامًا نحويًا مثل الهياكل النحوية المحددة  تشير عفوية تطور لغة الإشارة النيكاراغوية أيضًا إلى وجود عنصر فطري في عملية تعلم اللغة. 
ومع ذلك، فإن فرضية الفترة الحرجة هي أيضًا موضع نقاش واسع النطاق. أشارت أبحاث أخرى أيضًا إلى أن أي تأثيرات عمرية تعتمد إلى حد كبير على فرص التعلم ومواقف التعلم ومدى أهمية التعرض الأولي. 

### النحو العالمي
يشير هذا المصطلح النحو العالمي إلى مجموعة من القيود المفروضة على ماهية اللغة البشرية المحتملة. ضمن الأساليب التي تقبل القواعد العالمية، حيث يُنظر إلى اكتساب اللغة على أنه عملية استخدام المدخلات الحسية للتصفية من خلال مجموعة القواعد النحوية المحتملة التي تتوافق مع النحو العالمي (بالإنجليزية: Universal grammar)‏. 

### جهاز اكتساب اللغة
بالنسبة لتشومسكي (بالإنجليزية: Chomsky)‏، يولد البشر مع مجموعة أدوات تعلم اللغة ويُطلق عليها اسم LAD (جهاز اكتساب اللغة). وهو جزء مجرد من العقل البشري الذي يضم قدرة البشر على اكتساب اللغة وإنتاجها.  اقترح تشومسكي أن الأطفال قادرون على استخلاص قواعد اللغة من خلال اختبار الفرضيات لأنهم مجهزون بهذا الجهاز الفطري. ثم يقوم بتحويل هذه القواعد إلى قواعد أساسية.  ووفقًا لتشومسكي، يشرح جهاز اكتساب اللغة LAD قدرة الأطفال الفطرية على اكتساب اللغة ويفسر لماذا لا يلزم التعليم الصريح للطفل لاكتساب اللغة.

## اللغة التجريبية
التجريبية هي النظرية القائلة بأن كل المعرفة مبنية على الخبرة المستمدة من الحواس. يدرس التجريبيون فقط السلوك الذي يمكن ملاحظته بدلاً من العمليات العقلية صعبة الملاحظة. ويزعمون أن الحس والخبرة هما المصدر النهائي لجميع المفاهيم والمعرفة.  يدعم المنظرون المعتمدون على البيانات أيضًا أن الأطفال ليس لديهم معرفة لغوية محددة عند الولادة. لا يتم تعلم اللغة والقواعد إلا من خلال التعرض والخبرة المتراكمة. ويسمى هذا أيضًا منظور "التنشئة" بدلاً من منظور "الطبيعة".
تتناقض فرضية تشومسكي حول الفطرة مع اعتقاد جون لوك بأن معرفة اللغة، لا يمكن أن تكون فطرية، بل هي مستمدة من الخبرة.  أظهر جيفري سامبسون أيضًا نفس الموقف بقوله: "لغاتنا ليست فطرية ولكن يتم تعلمها بالكامل من خلال الخبرة".  انتقد العلماء التجريبيون مفاهيم الفطرة والغريزة اللغوية. وقد يجادل البعض بأن "بنية اللغة" يتم إنشاؤها من خلال استخدام اللغة.  علاوة على ذلك، يؤكدون أن نظريات مثل جهاز اكتساب اللغة لا تدعمها الأدلة التجريبية.
بناءً على تحليل فيسياك عام 1980، انتقد بوتنام وهيز وجودمان فرضية تشومسكي الفطرية بالقول:
1. حقيقة أن اللغات لها خصائص مماثلة أمر شائع وطبيعي. [34] وليس من الضروري اللجوء إلى المفاهيم الفطرية لتفسير هذه الحقيقة. ويرى جودمان أنه ليس من الغريب أن يكون للغات في العالم سمات مشتركة بالصدفة. [35] [35]
2. لا يمكن دعم الفرضية بأدلة تجريبية. [33]

لا توجد طريقة لدحض النظرية ما لم يتم العثور على أدلة تجريبية.
لقد دافع الكثيرون عن أن البشر يتعلمون اللغة من خلال التجربة، ويميل البعض نحو تزويد الأطفال بآليات التعلم بينما يقترح آخرون أن المواقف الاجتماعية أو القدرات المعرفية يمكن أن تكون مسؤولة عن تعلم اللغة.
لخص بيتس وإلمان بحثًا أجراه سافران وأسلين ونيوبورت  والذي يدعم أن التعلم هو "عملية استقرائية بحتة مدفوعة إحصائيًا".  في البحث، وجد أن الأطفال بعمر 8 أشهر كانوا قادرين على استخدام إحصائيات بسيطة لتحديد حدود الكلمات في الكلام. وتسلط نتائج البحث الضوء على أن اكتساب اللغة هو عملية تعلم من خلال الوسائل الإحصائية. علاوة على ذلك، فإنه يثير احتمال أن يمتلك الأطفال آليات تعتمد على الخبرة تسمح بتجزئة الكلمات واكتساب جوانب أخرى من اللغة.  ونتيجة لذلك، وجد بيتس وإلمان أن هذا يتناقض مع وجهة النظر الواسعة القائلة بأن البشر غير قادرين ولا يستطيعون استخدام الإجراءات الإحصائية المعممة لاكتساب اللغة.  وهذا دليل تجريبي على التجريبية اللغوية، ويتعارض مع فرضية الفطرة.
سلط مايكل توماسيلو(بالإنجليزية: Michael Tomasello)‏ الضوء على أهمية النظرية القائمة على الاستخدام لاكتساب اللغة وتشير إلى أن هناك علاقة بين المهارات المعرفية والاجتماعية والكفاءة اللغوية.  وهذا يوضح أهمية دور الخبرة في اكتساب اللغة. ومن خلال الدراسة التجريبية للمراحل التنموية لاكتساب لغة الطفل، يرى أن الأطفال لديهم قدرات معرفية محددة عند الولادة تعزز النمو في الكفاءة اللغوية وقدرات شخصية محددة تساعد في تعلم اللغة.  لكنه بالنسبة له إن هذا لا يثبت أن اللغة فطرية. بالإضافة إلى ذلك، تشير تجاربه إلى أن وعي الأطفال وفهمهم لإشارات التواصل المتعمدة التي يظهرها الآخرون هي مهارة معرفية اجتماعية بارزة تحدد قدرتهم على تعلم الكلمات.  ذكر توماسيلو أيضًا أن الإنتاج الأولي متعدد الكلمات للأطفال الصغار يكون ملموسًا للغاية لأنه يعتمد على كلمات وعبارات محددة. 
ويؤكد جيفري سامبسون أيضًا أن "معطيات البيئية" تلعب دورًا في اكتساب اللغة.  على سبيل المثال، لاحظ سامبسون أنه ليس البشر فقط، بل جميع الأنواع قادرة على التعرف على الكلام.  وتشير هذه القدرة إلى أن الطفل يمتلك القدرة على التطبيع التي تلعب دوراً أساسياً في اكتساب علم أصوات اللغة. ولذلك فهو يؤكد أن الطفل يولد ولديه القدرة على التعلم، وذلك من خلال الاختبار والتخمين بدلاً من القدرة الفطرية التي يدعمها الفطريون.

## أنظر أيضا
- اكتساب اللغة.
- القومية النفسية.
- علم النفس المعرفي.